# Río Ingodá
El río Ingodá (en ruso, Ингода) es un largo río asiático que discurre por la parte suroriental de la Siberia. En su confluencia con el río Onon da lugar al nacimiento del río Shilka, una de las dos fuentes del río Amur. Con una longitud de 708 km y drena una cuenca de 37 200 km², es navegable para pequeñas embarcacicones y permanece congelado desde principios de noviembre hasta finales de abril.  
Administrativamente, el río discurre íntegramente por el krai de Zabaikalie de la Federación de Rusia.

## Geografía

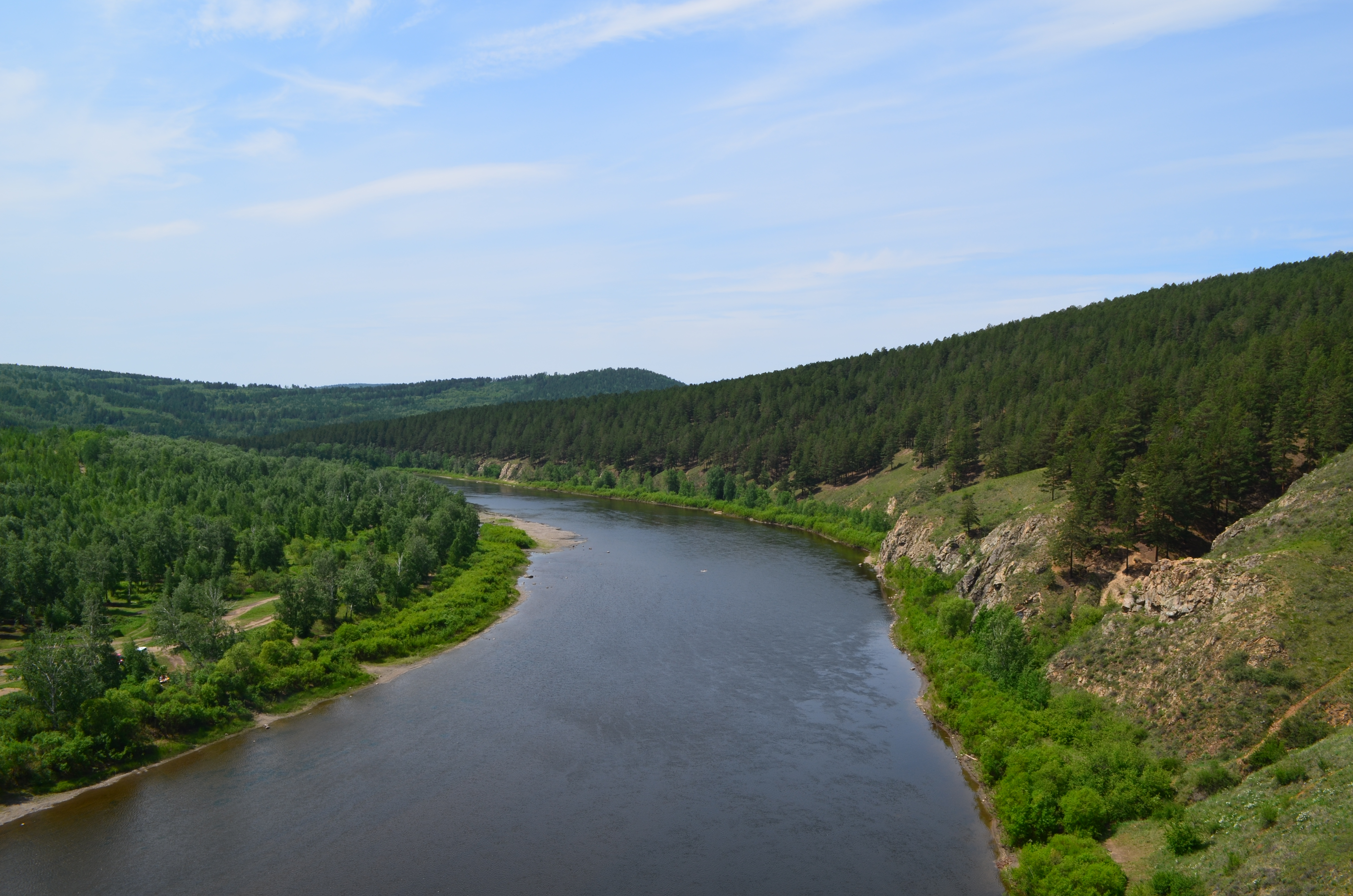
Rocas Sukhotino

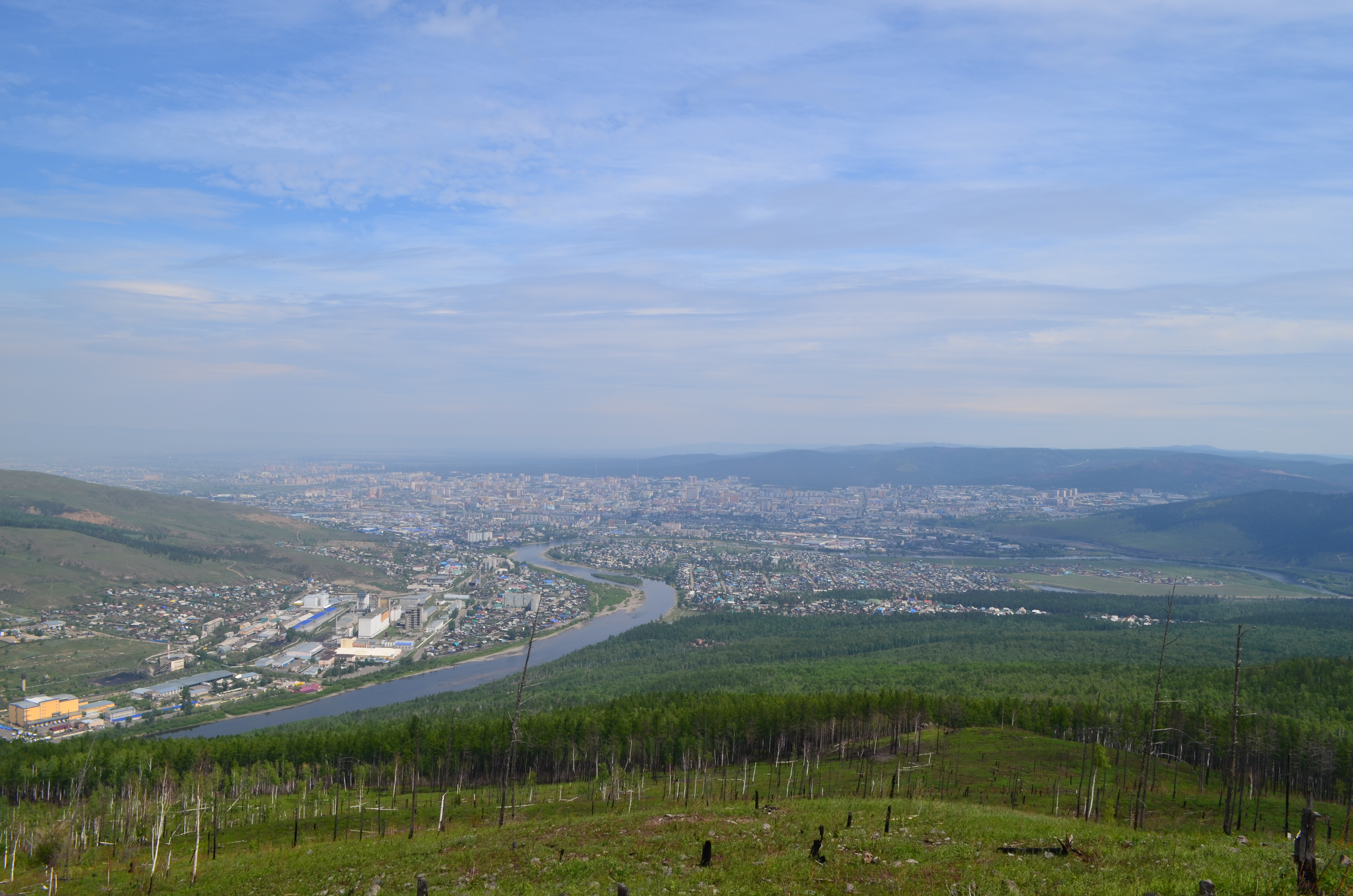
La ciudad de Chitá, en la confluencia del Chitá y el Ingodá

El río Ingodá nace en la vertiente septentrional de los montes Hentéi, en la parte suroriental de Siberia, a unos cincuenta kilómetros al norte de la frontera ruso-mongola. Discurre primero en dirección norte y en seguida se encamina hacia el NE por un estrecho valle tallado entre las cadenas de los montes Yáblonovy y los montes Cherski. Pasa por las pequeñas localidades de Léninski, Deshulán y cerca de Goerka. A partir de aquí, el valle del río es aprovechado por la M-55, Ulan-Ude-Chitá, un tramo de la autopista Baikal.
Sigue por Chiunguruk, Arta, Kaminka, Viselok, Tataurovo, Stáraya Kuka, Ingodá (la localidad que da nombre al río) y llega cerca de la ciudad de Chitá, el mayor centro urbano de la región y centro administrativo del krai de Zabaikalski (316.643 hab. en el censo de 2002). En Chitá recibe la margen izquierda y procedente del noreste al homónimo río Chitá (210 km) y se vuelve hacia el sureste, para «cortar» la cadena de los Cherski. En este tramo pasa frente a Peschanska, Atamánovska, Kruchina y Darasun. Aquí vira y se encamina hacia el este, llegando a Turínskaya, Pal'shino, Karímskoie, Sheratiai, Posel'ie, Urul'ga, Sávino y Krasnoyárovo. Finalmente se une por la izquierda con el río Onon (818 km) para dar lugar al largo río Chilka, una de las dos fuentes del río Amur. Ambos ríos se unen en Ust-Onon (en ruso, literalmente, boca del Onon), un pequeño pueblo situado a unos cuarenta kilómetros al suroeste de Nérchinsk. 
Una importante tramo del ferrocarril Transiberiano en esta zona de la Transbaikalia discurre a lo largo del valle del Ingodá.

## Hidrometría
El caudal del río Ingodá se ha observada desde 1936 (por un periodo de 50 años, 1936-85) en Atamánovka, situada a unos veinte kilómetros aguas abajo de Chita y a unos 150 km de la confluencia con el río Onon.
El caudal medio anual en ese período fue de 87,6 m³/s, con un área de captación de 22.000 km², aproximadamente el 60% del total de la cuenca del río. La lámina de agua en esta parte de la cuenca alcanza la cifra de 126 mm por año.  
El caudal medio mensual en febrero (mínimo estiaje) fue de 1,11 m³/s, aproximadamente el 0,6% de la media del mes de agosto (188 m³/s), lo que pone de relieve las altas variaciones estacionales. En el período de observación de 50 años, el caudal mínimo mensual fue 0,10 m³/s (solamente 100 litros) en marzo de 1959, mientras que el caudal máximo mensual ascendió a 644 m³/s en septiembre de 1948, especialmente húmedo. 
En lo que respecta al periodo estival libre de hielo (meses de mayo a octubre), el caudal mensual mínimo observado fue de 31,3 m³/s en octubre de 1977, un nivel muy aceptable (los caudales mensuales de menos de 30 m³/s fueron bastante excepcionales). 
Caudal medio mensual del Ingodá en la estación hidrométrica de Atamánovka (m³/s) 
(Datos calculados en un periodo de 50 años, 1936-85)